# Norvegia ai Giochi della VIII Olimpiade
La Norvegia partecipò ai Giochi della VIII Olimpiade, svoltisi a Parigi dal 4 maggio al 27 luglio 1924,
con una delegazione di 62 atleti, di cui 2 donne, impegnati in 10 discipline,
aggiudicandosi 5 medaglie d'oro, 2 medaglie d'argento e 3 medaglie di bronzo.

## Medagliere

### Per discipline
| Sport            | Oro | Argento | Bronzo | Totale |
| ---------------- | --- | ------- | ------ | ------ |
| Tiro             | 2   | 1       | 1      | 4      |
| Vela             | 2   | 1       | 0      | 3      |
| Pugilato         | 1   | 0       | 1      | 2      |
| Atletica leggera | 0   | 0       | 1      | 1      |
| Totale           | 5   | 2       | 3      | 10     |

### Medaglie
| Medaglia | Atleta                                                                       | Sport            | Evento                                    |
| -------- | ---------------------------------------------------------------------------- | ---------------- | ----------------------------------------- |
| Oro      | Otto von Porat                                                               | Pugilato         | Pesi massimi                              |
| Oro      | Ole Lilloe-Olsen Einar Liberg Harald Natvig Otto Olsen                       | Tiro             | Bersaglio mobile a squadre                |
| Oro      | Ole Lilloe-Olsen                                                             | Tiro             | Bersaglio mobile colpo doppio individuale |
| Oro      | Anders Lundgren Eugen Lunde Christopher Dahl                                 | Vela             | 6 metri                                   |
| Oro      | Carl Ringvold Sr. Rick Bockelie Harald Hagen Ingar Nielsen Carl Ringvold Jr. | Vela             | 8 metri                                   |
| Argento  | Ole Lilloe-Olsen Otto Olsen Harald Natvig Einar Liberg                       | Tiro             | Bersaglio mobile colpo doppio a squadre   |
| Argento  | Henrik Robert                                                                | Vela             | Olympic Monotype                          |
| Bronzo   | Sverre Hansen                                                                | Atletica leggera | Salto in lungo                            |
| Bronzo   | Sverre Sørsdal                                                               | Pugilato         | Pesi mediomassimi                         |
| Bronzo   | Otto Olsen                                                                   | Tiro             | Bersaglio mobile individuale              |